# شينيا كاتو
شينيا كاتو (باليابانية: 加藤 慎也) (19 سبتمبر 1980 في إيباراكي في اليابان – )؛ هو لاعب كرة قدم ياباني سابق كان يلعب كحارس مرمى.

## وصلات خارجية
- شينيا كاتو على موقع رابطة كرة القدم اليابانية للمحترفين (اليابانية)
- شينيا كاتو على موقع قاعدة بيانات كرة القدم.إي يو (الإنجليزية)
- شينيا كاتو على موقع Soccerway.com (الإنجليزية)
- شينيا كاتو على موقع عالم كرة القدم.نت (الإنجليزية)